# Dương Ngạn Địch
Dương Ngạn Địch (chữ Hán: 楊彥迪, ?-1688), là một thủ lĩnh phản Thanh phục Minh, tổng binh của nhà Minh Trịnh ở Long Môn (龍門), Khâm Châu, Quảng Tây, Trung Quốc. Năm 1679, ông cùng tùy tùng đi thuyền sang thần phục chúa Nguyễn và trở thành người có công trong việc phát triển vùng đất Mỹ Tho, Việt Nam.

## Thân thế
Dương Ngạn Địch còn được gọi là Dương Nhị (楊二), người em trai của ông gọi là Dương Tam (楊三). Quê quán của ông chưa rõ, có thể là Lôi Châu, Ngô Xuyên (吳川) hoặc Khâm Châu (欽州).
Từ năm 1640-1650, anh em họ Dương làm thổ phỉ, và có quan hệ với thủ lĩnh hải tặc tên Hoàng Chiêm Tam (黃占三), và một hải tặc người Đàng Ngoài tên Hoàng Minh Phiếu (黃明票). Năm 1655, hai anh em họ có đến cướp phá ở Lăng Thủy (陵水) trên đảo Hải Nam.
Dương Ngạn Địch sau đó gia nhập lực lượng của Trịnh Thành Công. Theo sách Phòng Thành huyện chí (防城縣志), năm 1661, Dương Ngạn Địch xuất quân chiếm cứ đảo Long Môn ở Khâm Châu và kiểm soát khu vực biển xung quanh Khâm Châu và Phòng Thành, tự xưng hiệu Dương Vương. Sau đó, con trai Trịnh Thành Công là Trịnh Kinh phong cho Ngạn Địch chức Vũ trấn tổng binh (武鎮總兵).
Năm 1677, loạn Tam Phiên xảy ra, Dương Ngạn Địch theo lệnh Trịnh Kinh tái chiếm đảo Long Môn, Khâm Châu. Năm 1679, quân Thanh công phá đảo Long Môn, Ngạn Địch nhận thấy không còn hi vọng khôi phục triều Minh, bèn cùng gia quyến lên thuyền đi tị nạn ở Đàng Trong. Người em trai Dương Tam vẫn ở lại làm cướp biển và bị quân Thanh giết năm 1700.
Tại Phòng Thành, Dương Ngạn Địch được tưởng nhớ với danh hiệu Dương Nghĩa (楊義) kèm với giai thoại xây dựng đồn thủy binh ở đảo Long Môn của ông.

## Sự nghiệp ở Việt Nam

### Cập bến Đàng Trong
Sách Đại Nam thực lục (Tiền biên) chép:
Kỷ Mùi (1679), mùa xuân tháng Giêng, tướng cũ nhà Minh là Long Môn tổng binh Dương Ngạn Địch và phó tướng Hoàng Tiến (黃進 - Huỳnh Tấn) cùng Cao Lôi Liêm tổng binh Trần Thượng Xuyên và phó tướng Trần An Bình, đem hơn 3000 quân và hơn 50 chiến thuyền đến các cửa biển Tư Dung (cửa Tư Hiền) và Đà Nẵng, tự trần là bô thần (bề tôi mất nước, trốn ra nước ngoài) nhà Minh, không chịu làm tôi tớ nhà Thanh, nên đến xin để làm tôi tớ.
Bấy giờ bàn bạc rằng phong tục, tiếng nói của họ đều khác nhau, khó bề sai đúng, nhưng họ bị thế cùng bức bách đến đây thì không nỡ cự tuyệt. Nay đất Đông phố nước Chân Lạp phì nhiêu nghìn dặm, triều đình chưa rỗi mà kinh lý, chi bằng lấy sức của họ đến khai khẩn để ở, làm một việc mà lợi ba điều. Chúa (Nguyễn Phúc Tần) theo lời bàn, bèn sai đặt yến ủy lạo khen thưởng, trao cho quan chức đến ở đất Đông Phố.
Trước đó, năm 1673, ở Chân Lạp đã nổ ra cuộc tranh chấp quyền lực giữa một bên là hai anh em Ang Chea (Nặc Ông Đài)-Ang Sur (Nặc Thu) và bên kia là hai bác cháu Ang Tan (Nặc Tân)-Ang Nan (Nặc Nộn). Phe Ang Tan-Ang Nan cầu cứu chúa Nguyễn Phúc Tần. Năm 1674, Ang Tan chết, ba năm sau, Ang Chea bị giết. Chúa Nguyễn giải hòa hai phe bằng cách phong cho Ang Sur làm quốc vương (đóng đô ở Oudong) và Ang Nan làm phó quốc vương (đóng đô ở Prei Nokor, nay là Sài Gòn...)
Vào thời điểm nhóm người Hoa xin tị nạn, biên giới Việt–Champa phía Nam còn dừng lại ở sông Phan Rang, cho nên chúa Nguyễn Phúc Tần đã cho người đưa thư đến Ang Nan (vị phó vương đang được chúa Nguyễn bảo vệ) yêu cầu chia cấp đất cho họ vào làm ăn sinh sống quanh vùng đất Sài Gòn và Ang Nan đã đồng ý. Vậy là, nhóm Trần Thượng Xuyên đến ở vùng Kâmpéâp Srêkatrey (Biên Hòa) và nhóm Dương Ngạn Địch đến ở vùng Peam Mesar (Mỹ Tho).
Sách Đại Nam thực lục (Tiền biên) chép chuyện:
Binh thuyền của Ngạn Địch và Hoàng Tiến vào cửa Soài Rạp đến đóng ở Mỹ Tho; binh thuyền của Thượng Xuyên và An Bình thì vào cửa Cần Giờ, đến đóng ở Bàn Lân (Biên Hoà)...’’ 

### Mở mang vùng Mỹ Tho
Mỹ Tho đại phố được thiết lập ở bên sông Mỹ Tho.
Sách Đại Nam thực lục (Tiền biên) chép:
Nhóm Dương Ngạn Địch đến Mỹ Tho cho dựng nhà cửa, họp người Kinh, người Di, kết thành làng xóm. Sau đó dựng 9 trường biệt nạp là Quy Ang, Duy Hoá, Cảnh Dương, Thiên Mụ, Gian Thảo, Hoàng Lạp, Tam Lạch, Bả Cạnh, Tân Thạch; cho dân lập ấp khai khẩn ruộng đất cày cấy lại lập thành trang trại, man, nậu, nhân dân đều theo nghề nghiệp của mình làm ăn để nộp thuế.
Sách Đại Nam nhất thống chí khen ngợi:
Phong tục của Định Tường-Mỹ Tho cũng giống Gia Định, nhưng vật lực có hơn, cho nên cũng ham vui và thích chơi nhiều hơn. Phục sức xa xỉ cũng hơn., phụ nữ nuôi tằm, dệt vải cũng hơn, mà nhà nông cày cấy cũng hơn...
Trong bài Đô thị ở Nam Bộ thời cận đại, tác giả Nguyễn Thị Hậu kể:
Dương Ngạn Địch sang xin qui phục, chúa Hiền sai Văn Trinh, Văn Chiêu đưa dụ văn sang vua Cao Miên là Nặc Thu, bảo chia đất này cho nhóm Dương Ngạn Địch ở. Tháng 5 năm 1679, Văn Trinh dẫn cả binh biền và thuyền bè của Dương Ngạn Địch đến đóng ở vùng Mỹ Tho. Dương Ngạn Địch cho xây dựng nhà cửa, qui tụ người Việt, người Thổ (người Khmer) kết thành thôn xóm. Đến đời Nguyễn Phúc Chu lập ra phủ trị ở phía bắc chợ, lệ thuộc vào dinh Phiên Trấn. Đời Nguyễn Phúc Thuần cải đặt làm đạo Trường Đồn có một viên cai cơ hoặc cai đội và một thư ký ở làm việc, sau nầy mới lập dinh trấn...Phía nam lỵ sở là chợ phố lớn Mỹ Tho, mái ngói cột chạm phủ, đình cao, nha thự rộng, thuyền bè sông biển ra vào, buồm thuyền trông như mắc cửi, thật là nơi đô hội lớn phồn hoa huyên náo.
Tiến sĩ Nguyễn Phúc Nghiệp kể: 
Do chợ Mỹ Tho đã nổi lên như một trung tâm kinh tế-thương mại sầm uất, nên năm 1781, chúa Nguyễn Phúc Ánh cho dời lỵ sở của dinh Trấn Định từ giống Kiến Định (nay thuộc Tân Lý-Tân Hiệp, huyện Châu Thành) về thôn Mỹ Chánh-chợ Mỹ Tho. Kể từ đó, Mỹ Tho trở thành trung tâm chính trị của dinh Trấn Định- một trong năm dinh của Nam Bộ lúc đó..
Những tài liệu trên cho thấy, trong khi Trần Thượng Xuyên chỉ chú trọng mở mang thương mại và tiểu công nghệ ở vùng Cù lao Phố, thì Dương Ngạn Địch đến vùng Mỹ Tho, tuy vẫn chú trọng đến thương mại nhưng vẫn cho lập ra những trang trại, phát triển nghề ruộng rẩy và cùng cộng cư với dân Việt, dân bản địa (người Khmer).
Bàn về vấn đề này, nhà văn Sơn Nam viết:
Cần phải xác định vai trò của các di thần nhà Minh ở miền Nam, lúc họ mới đến. Trừ trường hợp Dương Ngạn Địch ở Mỹ Tho, các ông Mạc Cửu và Trần Thắng Tài chỉ chú trọng việc thương mại, tổ chức phố chợ mà thôi. Nhứt là ông Mạc cửu, ông này quá thiên về hoạt động chánh trị. Vì vậy, chúng ta không lấy làm lạ khi thấy vùng phụ cận chợ Hà Tiên và chợ Biên Hòa còn quá nhiều đất hoang, chưa canh tác...
Sau một thời gian, chợ Mỹ Tho nổi lên như một trung tâm kinh tế-thương mại sầm uất; đến năm 1776 quân Tây Sơn tiến đánh quân chúa Nguyễn ở nam bộ và biến nơi đây thành bãi chiến trường. Phố xá bị tàn phá, của cải bị cướp bóc đem về Quy Nhơn nên Mỹ Tho đại phố trở nên tiêu điều. Thương nhân ở đây hầu hết đều chuyển lên làm ăn ở Sài Gòn-Bến Nghé. Mặc dù được khôi phục dần, nhưng không còn nhộn nhịp như trước. Chung số phận như Cù lao Phố, nó chấm dứt thời thịnh đạt của một trong những chợ được xem là thành lập sớm nhất ở Nam Bộ.

### Bị nội phản
Năm Mậu Thìn (1688), tức 9 năm sau kể từ khi Dương Ngạn Địch sang đất Việt, ông bị phó tướng Hoàng Tiến giết chết ở cửa biển Mỹ Tho. Sách Đại Nam thực lục Tiền biên chép:
...Ám hại xong, Hoàng Tiến tự xưng là "Phấn dũng hổ oai tướng quân", dời đồn sang Nan Khê, thủ hiểm đắp lũy, đúc đại bác, đóng chiến thuyền, thả quân đi cướp bóc tứ tung, người Chân Lạp vô cùng khổ sở. Vua chính nước Chân Lạp là Nặc Thu oán giận (tưởng là chúa Nguyễn ngầm xui để lấy cớ xâm chiếm nước), bèn mưu với bề tôi là Óc Nha Cống Sa bỏ việc triều cống và đắp ba luỹ Bích Đôi, Cầu Nam và Nam Vang, rồi chằng xích sắt ngăn cửa sông, làm kế cố thủ...
Vua thứ nhì Chân Lạp là Nặc Nộn (đang đóng ở Sài Gòn), cấp báo đến dinh Trấn Biên. Chúa Nghĩa Nguyễn Phúc Trăn (1687 - 1691) nổi giận, bèn cử tướng Mai Vạn Long ở Dinh Thái Khương giả hiệp quân cùng Tiến đi đánh dẹp Nặc Thu, nhưng kỳ thực cũng để hạ Hoàng Tiến.
Tháng Giêng năm Kỷ Tỵ (1689), Mai Vạn Long kéo quân đến cửa biển Mỹ Tho, đóng ở Rạch Gầm, sai người đến Nan Khê triệu Hoàng Tiến đem quân sở bộ đến.
Vạn Long phải dùng mẹo đánh lừa Tiến đến hội. Quả nhiên Tiến cưỡi thuyền ra sông đến hội. Phục binh vùng dậy, bốn mặt đánh vào, Tiến bỏ thuyền chạy, nhằm lẩn về phía cửa biển Soài Rạp, trốn thoát. Vạn Long vào lũy, bắt được vợ con Tiến đều chém cả, chiêu tập dư chúng quân Long Môn, sai bộ tướng là Trần Thượng Xuyên quản lãnh để làm tiên phong...